# Никон (Рклицкий)
Архиепи́скоп Ни́кон (в миру Никола́й Па́влович Ркли́цкий; 4 декабря 1892, село Борки, Черниговский уезд, Черниговская губерния — 4 сентября 1976, Бронкс, Нью-Йорк) — епископ Русской православной церкви заграницей, архиепископ Вашингтонский и Флоридский. Первый заместитель Председателя Архиерейского Синода Русской Православной Церкви Заграницей. Монархист-легитимист, участник белого движения.

## Биография

### В России
Родился 4 (16) декабря 1892 в селе Борки Черниговской губернии в семье священника Павла Рклицкого и его матушки Елизаветы, урождённой Корсакевич. Фамилия Рклицкий, как рассказывал архиепископ Никон, имеет славянские корни и происходит от реки Рклик в Чехии. Вероятно, что кто-то из предков Владыки переселился из Богемии в Черниговские места.
По собственным воспоминаниям, подрастая, «он знал всех священников в округе и помнил как, когда отец его был жив, все они интересовались мальчиком и были ласковы к нему, но после отцовой смерти никто из них о нём больше не вспоминал». В детстве имел настоящий мотоцикл, «что в те дни было величайшей редкостью».
Поступил в Черниговскую духовную семинарию, «которая находилась через дорогу от известного Елецкого монастыря». В 1911 году окончил семинарию и после этого поступил на юридический факультет Киевского университета, который окончил в 1915 году.
В том же году назначен в Военное следственное управление. Одновременно проходил курсы в Николаевской артиллерийской школе в Киеве и в Александровской Военно-Юридической Академии в Санкт-Петербурге.
Как артиллерийский офицер участвовал в Первой мировой войне 1914−1917 годы. В 1918−1920 годы — участник гражданской войне на стороне белых. В 1918 году служил в составе русской добровольческой батареи в Киеве. Затем служил в Вооружённых Силах Юга России в управлении Главного военного прокурора. С 13 июля 1919 года — поручик, затем — штабс-капитан.
В 1920 году эвакуировался из Крыма и проживал в Белграде.

### В Югославии
С 1921 года жил в Сербии. По собственным воспоминаниям, «был период, когда он отошел от Церкви и был менее активным, но сблизившись с митрополитом Антонием (Храповицким), он вновь стал принимать живое участие в жизни Церкви». Окончил миссионерско-богословский курс в Белграде.
Живя в Югославии, пером продолжил борьбу против коммунизма, редактируя в 1925—1928 годы в Белграде газету «Русский военный вестник» (Издание Совета объединённых офицерских обществ: IV отдел РОВС). В 1928—1939 годах, будучи убеждённым монархистом, редактировал газету «Царский вестник» (Орган народного движения за восстановление Престола Православного Царя-Самодержца). В 1940—1941 годы был редактором «Русского народного вестника».
Работая журналистом, тесно сотрудничал с Митрополитом Антонием (Храповицким) в церковно-литературном отделе, записывал и публиковал его работы. Писал много статей по церковному управлению и богословским вопросам. Выступал в защиту каноничности церковной позиции Архиерейского синода Русской Зарубежной Церкви в связи с отделением от неё митрополита Евлогия (Георгиевского) и Феофила (Пашковского), а также прещений со стороны Заместителя Патриаршего Местоблюстителя Сергия (Страгородского) и Временного Патриаршего Священного Синода при нём. По воспоминаниям епископа Василия (Родзянко): «Вокруг митрополита Антония собрались Н. Рклицкий, П. С. Лопухин, Г. П. Граббе. Все это окружение все еще мыслило в стиле и духе Св. Синода петербургского периода, забыв, что надо иначе. Синодалы утверждали: „Мы центр, все должны нас слушать“».
С 14 по 24 августа 1938 года был участником Второго всезарубежного собора РПЦЗ, где поднял вопрос о канонизации императора Николая II, но вопрос оставлен без последствий. В 1939 году издал «Деяния Зарубежного Собора Русской (синодальной) Церкви, состоявшегося в Сремских Карловцах в 1938 году».

### Священническое служение
Решив полностью посвятить себя церковному служению, 7 октября 1941 года в Белграде в возрасте 48 лет Первоиерархом РПЦЗ митрополитом Анастасием (Грибановским) пострижен в монашество с именем Никон в честь преподобного Никона Радонежского. 1/14 октября того же года он был рукоположён в сан иеродиакона, а 4 декабря/21 ноября — в сан иеромонаха, и стал нести пастырское служение в Свято-Троицкой церкви в Белграде при русском корпусе.
В феврале 1942 года иеромонах Никон приказом по Русскому корпусу был назначен священником в резервный батальон в Белграде.
В октябре 1944 года во время битвы за городок Чачак игумен Никон был легко ранен, а диакон Вассиан — убит. Тогда же был эвакуирован из Белграда в Германию и приписан к митрополиту Анастасию в Карлсбаде.
1 января 1945 года стал старшим священником Русского корпуса.
В апреле 1945 года присоединился к Братству преподобного Иова Почаевского, и вместе с ним был переправлен в Швейцарию.
С августа 1945 года до отъезда из Европы был секретарём митрополита Анастасия (Грибановского). В критическое переходное время возобновления деятельности Архиерейского Синода Русской Зарубежной Церкви после войны осуществлял связь между Митрополитом Анастасием, теми, кто искал убежище в Германии, и приходами и епархиями в Западной Европе и в Северной и Южной Америке.
В мае 1946 года был возведён в сан архимандрита.
В декабре того же года он прибыл в США вместе с группой 12 монахов из Братства преподобного Иова Почаевского, которые были приняты архиепископом Восточно-Американским и Канадским Виталием (Максименко) в Свято-Троицкий монастырь в Джорданвилле и получил назначение секретарём архиепископа Виталия (Максименко). В обязанности архимандрита Никона входило также создание новых приходов.
В начале 1947 года в Свято-Троицком монастыре было возобновлено издание журнала «Православная Русь», в котором архимандрит Никон печатал свои статьи, и также присылал краткие заметки о церковной жизни Русского зарубежья, о которой узнавал,
работая с корреспонденцией из разных мест и стран в епархиальной канцелярии.

### Епископское служение в США
27 июня 1948 года в день великого освящения Александро-Невского храма в Лейквуде в Нью-Джерси был хиротонисан в сан епископа Флоридского, викария Северо-Американской и Канадской епархии. Хиротонию совершили: архиепископ Виталий (Максименко), архиепископ Тихон (Троицкий) и епископ Серафим (Иванов).
28 июня 1948 года в Епархиальном управлении в Бронксе состоялось совещание епископов, ка котором было принято решение создать Свято-Троицкую семинарию в Джорданвилле, штат Нью-Йорк. Епископ Никон был в числе первых преподавателей новой семинарии, читая лекции по нравственному и пастырскому богословию.
Используя свой опыт журналиста, образовал типографию при епархиальном управлении и в 1953 года начал издавать журнал «Епархиальные Ведомости».
В 1959 году назначен управляющем Восточно-Американской епархии с возведением в сан архиепископа.
По кончине архиепископа Виталия (Максименко) 8 марта 1960 года возглавил Свято-Владимирское Общество и Строительный Комитет по сооружению начатого в 1940 году Свято-Владимирского храма-памятника в Джексоне, Нью-Джерси, на ферме РООВА (Русское объединённое Общество взаимопомощи в Америке) и принял титул Вашингтонского и Флоридского и секретаря Архиерейского Синода РПЦЗ. Обязанности оставались на нём те же, как и при Архиепископе Виталии.
Митрополит Анастасий (Грибановский), чувствуя, что ему уже не под силу дальнейшее управление Русской Зарубежной Церковью, объявил о своём решении уйти на покой, и предложил избрать ему преемника. На собравшемся с этой целью Архиерейском Соборе после долгих прений голоса почти ровно разделились между архиепископом Иоанном (Максимовичем) и архиепископом Никоном (Рклицким). Дабы избежать раскола 27 мая 1964 года новым Первоиерархом РПЦЗ был избран самый младший по хиротонии иерарх, епископ Брисбенский Филарет (Вознесенский). Архиепископы Иоанн и Никон стали заместителями Председателя Архиерейского Синода РПЦЗ.
17 июля 1968 года в храме-памятнике Николаю II и царской семье в Брюсселе, в день 50-летия расстрела царской семьи, совершил по распоряжению Архиерейского Синода Русской зарубежной церкви заочное отпевание Николая II и его семьи, а также всех убиенных и замученных безбожной властью. Ранее подобное отпевание не совершалось, потому что у русской эмиграции не было достоверных сведений о гибели царской семьи. 31 декабря 1968 года совершил литургию при посещении храма-памятника Владимиром Кирилловичем, которого приветствовал как Главу Российского Императорского Дома.
По воспоминаниям епископа Иеронима (Шо)

Владыка Никон глубоко верил в грядущее воскресение России, российской монархии, да ещё и в то, что когда-то Россия займет первенствующее место в мире. Он также был уверен в том, что церковное разделение, возникшее в Русской Православной Церкви в XX веке, придет к концу и что центр нашей Церкви снова будет в России. При этом Владыка был большим сторонником миссионерской работы среди нерусских. Он совмещал в себе служения горячего русского патриота-монархиста и миссионера. <…>
Владыка Никон поддерживал совершение «миссионерских» богослужений на других языках, идею восстановления западного православия, и даже допускал новый календарь в нерусских общинах. Нередко поступали просьбы о разрешении венчания в субботу или в посту, и Владыка всегда старался с пастырской любовью содействовать. Все это он делал с целью распространения Веры Христовой и сохранения русских эмигрантов и их потомков в ограде Святой Церкви.
Владыка с отеческой любовью относился ко всем. Он всегда был любезным, благостным и доступным, на письма он непременно отвечал сам. Когда он посещал приходы, Владыка всегда призывал паству поддерживать своих священников. Такую же любовь Владыка проявлял и к священникам, которые несли свое служение вне Русской Зарубежной Церкви. <…>
Но в тех случаях, когда это требовалось, Владыка проявлял также и необходимую твердость.

Скончался 4 сентября 1976 года от сердечной недостаточности в приходском доме при Вознесенском соборе на 1841 Bathgate Avenue в Бронксе.
Панихида состоялась 7 сентября того же года в Синодальном Соборе Знамения Божией Матери в Манхеттене. Погребён в нижней церкви Свято-Владимирского Храма-Памятника, рядом со своим предшественником, архиепископом Виталием (Максименко).

## Сочинения
Автор книги Краткое жизнеописание Блаженнейшего Антония, митрополита Киевского и Галицкого (Белград, 1935), а позже — многотомного издания Жизнеописание Блаженнейшего Антония, митрополита Киевского и Галицкого. Нью-Йорк (10 томов биографии и 7 томов творений, изданных в 1956—1969). По оценке историка Андрея Кострюкова: «Можно смело сказать, что без использования данного исследования любая работа о Зарубежной Церкви будет неполной. В „Жизнеописании…“ довольно подробно говорится об истории Русской Православной Церкви заграницей, указаны основные вехи ее пути. В книге можно найти немало интересных документов, касающихся жизни
Зарубежной Церкви. Здесь же приведены и различные статьи, принадлежащие митрополиту Антонию и относящиеся к событиям того времени. Многие статьи, в свое время опубликованные в зарубежных изданиях, ныне остаются для российского исследователя недоступными. Данное произведение архиепископа Никона позволяет ознакомиться с этими материалами. Однако у этого труда есть и недостатки, прежде всего, крайне некритичное отношение автора, как к личности митрополита Антония, так и к действиям Архиерейского Синода. Хотя книга и не содержит резких выпадов против Церкви в России и верных митрополиту Сергию иерархов, архиепископа Никона можно упрекнуть в том же, в чем и его противников — Троицкого и Стратонова, а именно в нежелании взглянуть на ситуацию глазами представителей другого
лагеря. Стремясь придать книге большую убедительность, автор приводит множество документов, однако забывает привести те, которые говорят против Зарубежной Церкви. Замалчивает
архиепископ и невыгодные для РПЦЗ моменты».
В 1975 году за год до своей кончины издал сборник своих статей и проповедей под названием «Мой Труд в Винограднике Христовом». В 1993 году вышел в свет второй том проповедей и статей: «Мой труд в винограднике Христовом. Сборник статей и проповедей. — Джорданвилль, N.Y.: Типография преп. Иова Почаевского. — 1993»

## Публикации
- Краткое жизнеописание блаженнейшего Антония, митрополита Киевского и Галицкого [Текст] / Н. П. Рклицкий. — Белград : [б. и.], 1935. — 46 стр.
- Утѣшение въ скорбяхъ. Вып. I. (Доклад, прочитанный въ Братствѣ памяти о. Iоанна Кронштадтскаго и въ общемъ собраніи Русскаго Охраннаго Корпуса). Бѣлград 1943. 21 стр.
- День всеобщего покаяния и поста 4—17 июля 1918—1958 / Еп. Никон (Рклицкий). — Нью-Йорк: Северо-Амер. и Канад. епархия, 1958. — 39 с. : портр.;
- Жизнеописание блаженнейшего Антония, митрополита Киевского и Галицкого:
  - Т. 1: От рождения по вступления на Уфимскую кафедру, 1863—1900. — 1971. — 227, 42 с. : портр.
  - Т. 2: Архипастерское служение на Уфимской и Волынской кафедрах, 1900—1914. — 1957. — 352, [3] с., [1] л. портр.
  - Т. 3: Всероссийские церковные труды, 1904—1913. — 1957. — 286 с.
  - Т. 4: На Харьковской кафедре. Догмат искупления. Всероссийский церковный собор (1917—1918). На Киевской кафедре, 1914—1920. — 1958. — 335 с.
  - Т. 5: В эмиграции, 1920—1936 гг.,. ч. 1: Организация русской церковно-общественной жизни за границей России, после эвакуации из Крыма в 1920 году. Богословское творчество и его критика. — 1959. — 336 с.
  - Т. 6: Русский заграничный церковный собор 1921 года. Гонения на Русскую Православную церковь в С. С.С. Р. и заключение патриарха Тихона. Защита Русской Православной церкви. Освобождение и кончина патриарха Тихона. Декларация митрополита Сергия о признании советской власти и ее последствия. Русская Православная церковь за границей после декларации митрополита Сергия. — 1960. — 319 с.
  - Т. 7: Русская церковная смута за границей. — 1961. — 424 с.
  - Т. 8: Опыт Христианского Православного катехизиса. Догмат искупления. К вопросу об истолковании Догмата искупления. Мысли, высказанные в проповедях 1935/6 г. — 1961. — 351 с.
  - Т. 9: Мысли и суждения о русском народе, об Евразийстве, о Братстве русской правды. А. С. Пушкин. Ф. М. Достоевский. Царская власть и Св. Православие. Христолюбивое русское воинство. Русской молодежи. — 1962. — 352 с
  - Т. 10: Владыка Антоний и русская эмиграция на Дальнем Востоке. Восточные Православные церкви. Важнейшие архипастерские послания. Распоряжения обще-церковного характера. Господь есть Бог ревнитель. О книжке Ренана. Некрологи. О еврейском вопросе. 50-летний юбилей священнослужения. Последняя земная Пасха. Митрополит Антоний в своих последних проповедях. Кончина и погребение. Тайна личности митрополита Антония и его значение для православного славянства. — 1963. — 272 с.
  - Т. 14: Нравственное учение православной церкви : Изложено при крит. разборе учений гр. Л. Н. Толстого, В. С. Соловьева, римско-католической церкви и Э. Ренана / Митр. Антоний. — 1967. — 429 с.
  - Т. 16: 1. Согласование евангельских сказаний о воскресении Христовом и статьи: О загробной жизни и вечности мучений, Письмо к священнику о научении молитве, Изъяснение евангельской притчи о домоправителе неправды, Иудино лобзание и другие статьи в пяти отделах. 2. Психологические данные в пользу свободы воли и нравственной ответственности / Митр. Антоний. — 1969. — 356 с.
- Мой труд в винограднике Христовом : сб. ст. и проповедей : (к 25-летию архиер. служения 1948—1973) / Архиеп. Никон (Рклицкий). — [Б. м.] : Вост.-Амер. и Нью-Йорк. епархия, 1975. — 23 см. Т. 2. — 1993. — 196, [10] с. : ил., портр.
- Митрополит Антоний [Храповицкий] и его время, 1863—1936 / Архиеп. Никон [Рклицкий]. — Нижний Новгород : Братство во имя св. Александра Невского, 2003 — (Н. Новгород : ГИПП Нижполиграф). — 21 см; ISBN 5-88213-060-3
  - Кн. 1. — 2003 (Н. Новгород : ГИПП Нижполиграф). — 716 с. : ил.; ISBN 5-88213-055-7
  - Кн. 2. — 2004 (Н. Новгород : ГИПП Нижполиграф). — 741 с. : ил.; ISBN 5-88213-056-5
  - Кн. 3. — 2012. — 774 с. : ил.; ISBN 978-5-905472-04-6 (в пер.)